# Fissidens griffithii
Fissidens griffithii är en bladmossart som beskrevs av Hirendra Chandra Gangulee 1964. Fissidens griffithii ingår i släktet fickmossor, och familjen Fissidentaceae. Inga underarter finns listade i Catalogue of Life.